# Aeroporto di Tulcea-Delta del Danubio
L'Aeroporto di Tulcea-Delta del Danubio (IATA: TCE, ICAO: LRTC), conosciuto anche come Aeroporto di Cataloi dal nome della vicina località, è un aeroporto rumeno situato a 17 km a sud dal centro di Tulcea, nell'omonimo distretto, nei pressi di Cataloi, nel comune di Frecăței.

## Caratteristiche
La struttura, posta all'altitudine di 61 m (200 ft) sul livello del mare, è costituita da un terminal passeggeri ed una torre di controllo e di una pista d'atterraggio con fondo in calcestruzzo lunga 2 000 m e larga 30 m con orientamento 16/34, dotata di impianto di illuminazione a bassa intensità (LIRL) e sistema di assistenza all'atterraggio PAPI. La struttura integra anche un eliporto.
L'aeroporto, gestito dal consiglio distrettuale di Tulcea, effettua attività sia secondo le regole del volo a vista (VFR) che del volo strumentale (IFR) ed è aperto al traffico commerciale, tuttavia, all'agosto 2014, sullo scalo non era operato alcun volo di linea.

## Statistiche
Questo grafico non è disponibile a causa di un problema tecnico.
Si prega di non rimuoverlo.
Vedi la query Wikidata di origine.